# Хэллоуин убивает
«Хэ́ллоуин убива́ет» (англ. Halloween Kills) — американский слэшер 2021 года режиссёра Дэвида Гордона Грина по сценарию Грина, Дэнни Макбрайда и Скотта Тимса. Картина является сиквелом «Хэллоуина» 2018 года и 12-м фильмом в одноимённой франшизе. Главные роли исполнили Джейми Ли Кёртис, Джуди Грир, Энди Мэтичак, Джеймс Джуд Кортни, Уилл Паттон, Томас Манн, Энтони Майкл Холл и Кайл Ричардс. Действие начинается в ту же ночь, на которой закончился предыдущий фильм: Майкл Майерс продолжает терроризировать жителей Хэддонфилда.
Мировая премьера «Хэллоуин убивает» состоялась 8 сентября 2021 года на 78-м Венецианском международном кинофестивале. В американский прокат картина вышла 15 октября 2021 года. Фильм собрал более 131 млн долларов по всему миру при бюджете в 20 млн долларов и получил смешанные отзывы критиков, которые похвалили творческий подход к изображению убийств и актёрскую игру, но раскритиковали сценарий и нехватку новизны. Сиквел фильма, «Хэллоуин заканчивается», вышел 14 октября 2022 года.

## Сюжет
31 октября 1978 года помощник шерифа Фрэнк Хокинс случайно убивает своего напарника, пытаясь спасти его от Майкла Майерса. Он также мешает доктору Сэмюэлю Лумису пристрелить Майкла. Сорок лет спустя, 31 октября 2018 года, Кэмерон Элам находит Хокинса, которого ранил и оставил умирать доктор Ранбир Сартан, и вызывает скорую помощь.
Тем временем Томми Дойл празднует 40-ю годовщину заключения Майкла в тюрьму вместе с Мэрион Чемберс, Линдси Уоллес и отцом Кэмерона Лонни Эламом, выжившими при нападении Майкла в 1978 году. Пожарные, приехавшие на вызов в горящий дом Лори Строуд, непредумышленно освобождают попавшего в ловушку Майкла, и тот убивает весь отряд спасателей. Лори, её дочь Карен и внучка Эллисон попадают в Мемориальную больницу Хэддонфилда, где Строуд срочно оперируют, в то время как Майкл убивает её соседей и возвращается в Хэддонфилд.
Томми, Мэрион, Линдси и Лонни узнают об убийствах Майкла из экстренного выпуска новостей. Посетительнице бара Ванессе кажется, что в её машине находится Майкл; угонщик разбивает её автомобиль и скрывается. Томми формирует группу жителей Хэддонфилда, чтобы выследить и убить Майкла. Карен узнаёт, что Майкл всё ещё жив, и скрывает эту информацию от Лори, чтобы дать ей возможность прийти в себя. Эллисон мирится с Кэмероном, своим бывшим парнем, и присоединяется к группе Томми, чтобы отомстить за смерть собственного отца. Лори и Хокинс оказываются в одной палате и вспоминают события 40-летней давности.
Группа Томми предупреждает жителей Хэддонфилда о необходимости оставаться в своих домах. Майкл убивает Мэрион, Ванессу и её мужа Маркуса. Линдси удаётся бежать; Томми, Лонни, Эллисон и Кэмерон находят её живой. Томми отвозит Линдси в больницу и встречается с бывшим шерифом Хэддонфилда Ли Брэкеттом, чья дочь Энни была убита в 1978 году. Томми сообщает Лори о том, что Майкл выжил. На другом конце города Майкл убивает нынешних владельцев своего дома, а Лори готовится покинуть больницу.
Лэнс Товоли, пациент из психиатрической лечебницы Смитс-Гроув и угонщик машины Ванессы, сбежавший вместе с Майклом после аварии их автобуса, приходит в больницу; банда Томми ошибочно принимает его за Майерса. Несмотря на попытки Карен успокоить разгорячённую толпу и объяснить, что они преследуют не того человека, Лэнс в итоге выпрыгивает из окна и погибает. Лори призывает Карен действовать сообща с Томми и Брэкеттом, чтобы выследить Майкла.
Лонни, Кэмерон и Эллисон изучают по карте маршрут движения Майкла и приходят к выводу, что он направляется к дому своего детства. Лонни в одиночку входит в дом Майкла и погибает. Эллисон и Кэмерон вбегают внутрь и находят его труп, после чего на них нападает Майкл и убивает Кэмерона.
Когда Майкл собирается убить Эллисон, Карен вонзает ему в спину вилы и срывает с него маску, выманивая за собой на улицу. Она приводит Майкла к группе Томми, которая набрасывается на него, атакует и, кажется, убивает. Однако Майкл приходит в себя и расправляется со всеми противниками, включая Томми и Брэкетта. Вернувшись в дом Майкла, Карен поднимается наверх, а Эллисон оказывают медицинскую помощь. Появляется Майкл, который убивает Карен в старой спальне Джудит Майерс. Её смерть перемежается финальными кадрами с Лори в больничной палате.

## В ролях
- Джейми Ли Кёртис — Лори Строуд, выжившая при нападении Майкла Майерса в 1978 году, страдает от посттравматического стрессового расстройства. Мать Карен и бабушка Эллисон.
- Джуди Грир — Карен Нельсон, дочь Лори и мать Эллисон.
- Энди Мэтичак — Эллисон Нельсон, дочь Карен и внучка Лори.
- Уилл Паттон — заместитель шерифа Фрэнк Хокинс, который охотился на Майкла после его серийных убийств в 1978 году.
  - Томас Манн — Фрэнк Хокинс в молодости.
- Энтони Майкл Холл — Томми Дойл, друг Линдси и один из детей, за которыми присматривала Лори в 1978 году.
- Роберт Лонгстрит — Лонни Элам, отец Кэмерона, который издевался над Томми Дойлом в 1978 году, однако теперь является его лучшим другом.
  - Тристиан Эггерлинг — Лонни Элам в детстве.
- Дилан Арнольд — Кэмерон Элам, бывший парень Эллисон и сын Лонни.
- Чарльз Сайферс — Ли Брэкетт, бывший шериф Хэддонфилда, который потерял свою дочь в результате серии убийств в 1978 году и преследовал Майкла вместе с Сэмюэлем Лумисом.
- Кайл Ричардс — Линдси Уоллес, подруга Томми и одна из детей, за которыми присматривала Лори в 1978 году.
- Нэнси Стивенс — Мэрион Чэмберс, бывшая помощница доктора Сэмюэля Лумиса.
- Джеймс Джуд Кортни и Ник Кастл[ком. 1] — Майкл Майерс / Призрак, маньяк в маске, который устроил резню на Хэллоуин в 1978 году и вернулся в Хэддонфилд в 2018 году для очередных убийств.
  - Айрон Амстронг — Майкл Майерс в молодости во флешбеках о ночи Хэллоуина в 1978 году.
  - Кристиан Майкл Пэйтс — шестилетний Майкл Майерс в воображении Карен.
- Кармела Макнил — Ванесса, посетительница бара.
- Майкл Смоллвуд — Маркус, муж Ванессы.
- Омар Дорси — Баркер, нынешний шериф Хэддонфилда.
- Джим Каммингс — Пит Маккейб, напарник Хокинса, которого тот случайно убил в 1978 году.
- Скотт Макартур и Майкл Макдональд — Большой Джон и Малыш Джон, нынешние владельцы дома Майерса.
- Росс Бэкон — Лэнс Товоли, беглый пациент психиатрической больницы Смитс-Гроув, которого ошибочно принимают за Майкла.
- Ленни Кларк и Дива Тайлер — Фил и Сондра, соседи Лори.
- Том Джонс-младший — Сэм Лумис (озвучивание Колин Махан).

Помимо Джейми Ли Кёртис и Ника Кастла в этом фильме вернулись Кайл Ричардс, Чарльз Сайферс и Нэнси Стивенс, которые также снимались в картине 1978 года. Нэнси Стивенс стала второй после Кёртис актрисой, чей персонаж был убит в одной из предыдущих частей («Хэллоуин: 20 лет спустя») и «воскрес» благодаря тому, что предыдущие фильмы теперь потеряли каноничность.
Энтони Майкл Холл стал третьим актёром, который сыграл Томми Дойла — раннее эту роль играли Брайан Эндрюс (фильм 1978 года) и Пол Радд («Хэллоуин 6: Проклятие Майкла Майерса»). Пола Радда приглашали повторить роль, но он вынужден был отказаться из-за занятости в съёмках в фильме «Охотники за привидениями: Наследники». Также в фильме на этот раз персонаж Лонни Элама имеет более длинную сюжетную линию, в фильме 1978 года это был эпизодический персонаж второго плана.

## История создания

### Производство
19 июля 2019 года было официально анонсировано производство двух сиквелов «Хэллоуина» (2018). Второй и третий фильм получили названия «Хэллоуин убивает» и «Хэллоуин заканчивается» соответственно. Выпуск сиквелов планировался в октябре 2020 и 2021 годов, но из-за пандемии коронавируса релизы каждого из них были перенесены на год вперёд.

### Кастинг
Летом 2019 года стало известно, что к своим ролям в новом фильме вернутся Джейми Ли Кёртис, Джуди Грир, Энди Мэтичак, Джеймс Джуд Кортни и Ник Кастл. Позднее выяснилось, что ещё два персонажа из оригинального фильма 1978 года вернутся на экраны — Энтони Майкл Холл в роли Томми Дойла и Кайл Ричардс в роли Линдси Уоллес, которую она сыграла и в 1978 году. В сентябре стало известно, что Роберт Лонгстрит сыграет роль Лонни Элама, одного из мальчиков, который издевался над Томми Дойлом в фильме 1978 года. Интерес сняться в новой картине изъявил Том Аткинс, сыгравший в «Хэллоуин 3: Время ведьм». Он также рассказал, что в съёмках примет участие Чарльз Сайферс, который сыграл в первых двух фильмах франшизы шерифа Ли Брэкетта.

### Съёмки
Miramax Films и Blumhouse Productions начали съёмки фильма 12 сентября 2019 года в Уилмингтоне, Северная Каролина.

## Выпуск
Мировая премьера фильма состоялась 8 сентября 2021 года на Венецианском международном кинофестивале. Первоначально фильм должен был выйти в прокат 16 октября 2020 года, но в июле 2020 года из-за пандемии COVID-19 дату релиза отложили до 15 октября 2021 года.

## Восприятие
На сайте Rotten Tomatoes фильм имеет рейтинг 39 %, основанный на 278 отзывах, со средней оценкой 5,0/10. Консенсус критиков гласит: «Фильм „Хэллоуин убивает“ должен удовлетворить любителей грубых слэшеров, но с точки зрения развития франшизы, он немного меньше, чем сумма его кровавых частей». На Metacritic фильм получил средневзвешенный балл 42 из 100 на основе 45 отзывов, что означает «смешанные или средние отзывы».
Барри Херц из The Globe and Mail дал фильму положительную рецензию, сказав, что фильм «изобилует странными решениями», но добавил: «есть что-то занимательное, а может, просто приятно-загадочное в том, что Гордон Грин и Макбрайд считают, что фильм о Майкле Майерсе может или должен быть таким».